# جمبر
جمبر (بالإنجليزية: JUMPER)‏ هي نظومة صواريخ أرض جديدة كشف النقاب عنها مؤخرًا من قبل شركة AIA الإسرائيلية ضمن معرض الدفاع في منطقة اللطورن، حيث يضم النظام ثمانية صواريخ من طراز "canistered" التي يتم إطلاقها من قاعدة قاذفة بشكل عمودي لضرب أهداف على مدى يصل إلى 50 كيلومترًا (31 ميلا). نظام جمبر يحتوي على ثمانية صواريخ canistered وقيادة واحدة متكاملة «وحدة التحكم» التي يتم ترتيبها في كل خلية. النظام لا يتطلب طاقم التشغيل ولا يحتاج لمنصة إطلاق خاصة.